# Desa Jerukan (administrativ by i Indonesien, lat -7,85, long 109,98)
Desa Jerukan är en administrativ by i Indonesien.   Den ligger i provinsen Jawa Tengah, i den västra delen av landet, 400 km sydost om huvudstaden Jakarta.